# Тэури
Тэури (яп. 売島) — остров в Японском море, находящийся примерно в 27 км к западу от порта Хаборо в Хаборо, район Томамаэ, в субпрефектуре Румои на Хоккайдо. Остров, вместе с соседним островом Ягисири на его восточной стороне, принадлежит городу Хаборо в субпрефектуре Румой.
Остров имеет площадь 5,5 км², с 12 км береговой линии, а население составляет 300 человек по состоянию на 2018 год.
Название острова происходит от айнского языка, где это название может быть истолковано либо как «рыбья спина», либо как «нога».

## Обзор[2]
Окруженное скалами северо-западное побережье острова служит местом размножения обыкновенной кайры, носорога ауклета, очковой кайры, японского баклана и сланцевой чайки. По этой причине 8 августа 1939 года остров Туэри был объявлен памятником природы и теперь известен как «место гнездования морских птиц острова Туэри». BirdLife International признала остров Важным районом обитания птиц (IBA) из-за его колоний морских птиц.
31 марта 1982 года остров Туэри был объявлен частью зон охраны дикой природы в Японии. В городе Хаборо, в целях защиты дикой природы, такой как морские птицы, с апреля 2012 года были приняты меры по контролю за увеличением местной популяции бездомных кошек.
В настоящее время Туэри — остров, покрытый зеленью, но со времен эпохи Мэйдзи большая часть леса на острове была утрачена из-за поселенцев и частых лесных пожаров. После Второй мировой войны правительство Хоккайдо начало реализацию проекта по восстановлению лесов на острове. В настоящее время остров объявлен частью Квази-национального парка Секанбецу-Туэри-Ягиcири как одно из обязательных к посещению достопримечательностей Японии.

## Транспорт
Порт Туэри
- Паром Хаборо-Энкай
- Хаборо-Ягисири-Туэри (поездка на скоростном судне занимает около одного часа, а на пароме — один час и тридцать пять минут)
- Ягисири-Туэри (поездка на скоростном судне занимает около пятнадцати минут, а на пароме — двадцать пять минут)

Шоссе 548 префектуры Хоккайдо — общая дорога на остров Туэри.